# Großer Bruch am Wellbach
Koordinaten: 52° 2′ 42″ N, 8° 34′ 9″ O

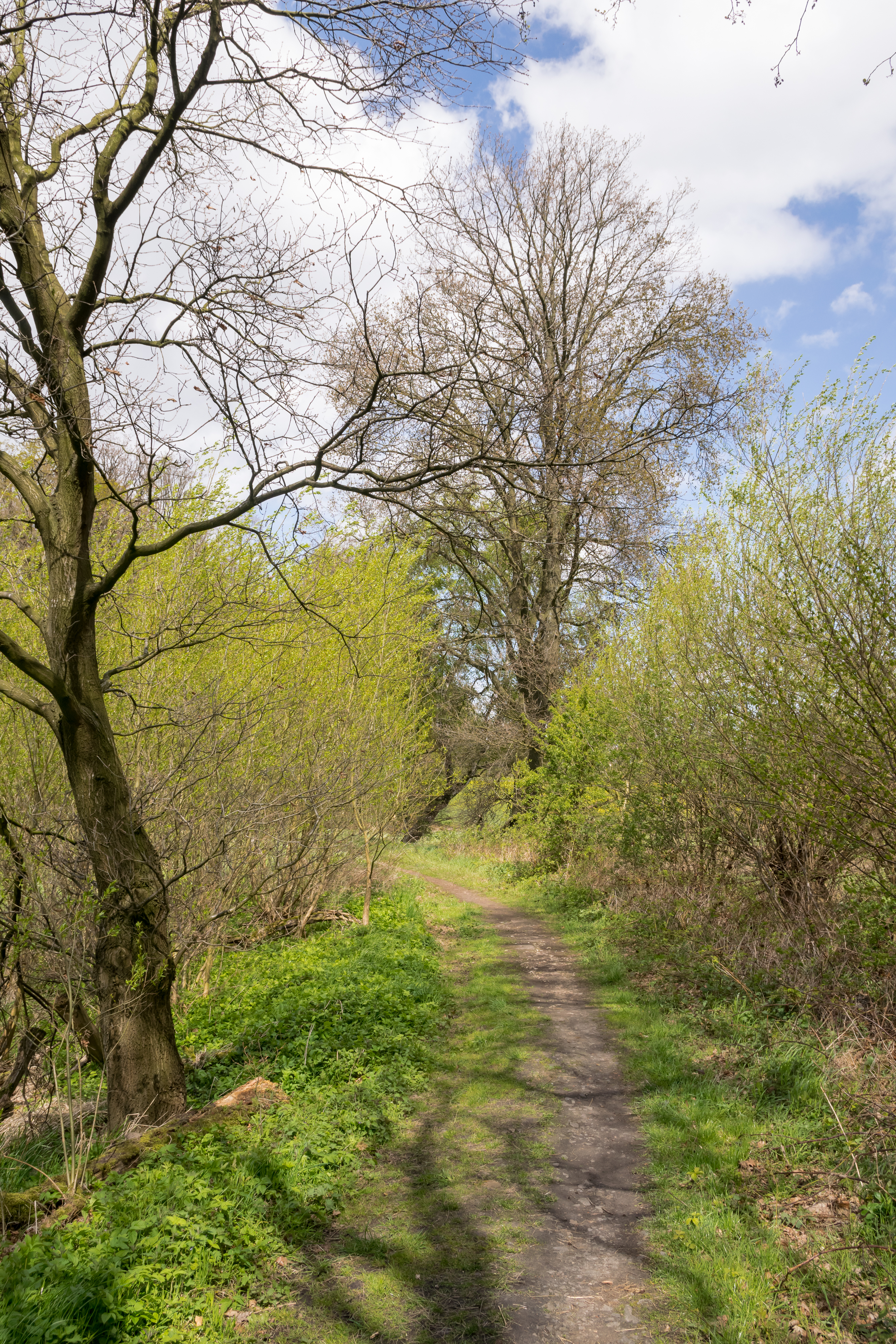
Naturschutzgebiet Großer Bruch am Wellbach (April 2017)

Das Naturschutzgebiet Großer Bruch am Wellbach liegt im Stadtbezirk Mitte der kreisfreien Stadt Bielefeld in Nordrhein-Westfalen. 
Das Gebiet erstreckt sich nordöstlich der Kernstadt von Bielefeld. Östlich und südlich des Gebietes verläuft die B 61 und nördlich die Landesstraße L 779. Am südlichen und südöstlichen Rand des Gebietes fließt der Wellbach, ein linker Zufluss der („Bielefelder“) Lutter, hindurch fließt der Aßbach, ein linker Hauptstrang-Oberlauf des Wellbachs.

## Bedeutung
Das etwa 37,1 ha große Gebiet wurde im Jahr 1991 unter der Schlüsselnummer BI-015 unter Naturschutz gestellt. Schutzziele sind die Erhaltung, Optimierung und Pflege eines großen zusammenhängenden Waldgebietes mit Buchenwäldern, Eichen-Hainbuchenwäldern und Feuchtwäldern sowie angrenzenden Grünlandflächen.